# Carl Yastrzemski
Carl Michael Yastrzemski Sr. (Southampton, Nueva York, Estados Unidos; 22 de agosto de 1939) es un ex beisbolista profesional estadounidense. Jugaba en las posiciones de jardinero izquierdo y primera base y desarrolló toda su carrera en los Boston Red Sox de las Grandes Ligas de Béisbol (MLB). 

## Biografía
Yastrzemski, hijo de un cultivador de patatas, creció en una pequeña localidad de Long Island. En la secundaria destacó en las disciplinas del fútbol americano, basketball, y béisbol; y fue en estas dos últimas donde estableció importantes marcas en sus años juveniles.  Después de graduarse en 1957, pasó a la Universidad de Notre Dame,  pero en su primer año en la institución firmó para los Boston Red Sox. Empezó en las ligas menores y en 1960 recaló en la triple A de la franquicia. 
Debutó en las mayores en 1961 en el jardín izquierdo reemplazando al notable Ted Williams. Su desempeño a través de los años fue sobresaliente, pues ya en 1963 lograba su primer título de bateo en la Liga Americana.

## Carrera posterior
Su actuación más memorable fue en la temporada de 1967, en la cual fue factor importante para su equipo en la denominada “Temporada del Sueño Imposible”. Después de varios años de frustraciones, los Red Sox tuvieron un final espectacular con Yastrzemski bateando 23 hits en 44 turnos al bate (.523) en los doce últimos juegos. 
Precisamente, en las dos últimas partidas frente a los Minnesota Twins, los Red Sox necesitaban la victoria para lograr el banderín de la Liga; y Yastrzemski fue fundamental para lograrlas, ya que tuvo nada menos que siete hits en ocho turnos. También se agenció el mejor puesto en promedio al bate (.326), home runs (44) y carreras impulsadas (121), por lo que obtuvo la triple corona.
El equipo llegó a la Serie Mundial, pero fue derrotado por los St. Louis Cardinals junto a su estelar Bob Gibson en siete juegos. Sin embargo, su desempeño a la ofensiva fue importante al lograr promedio de bateo de .400. Por si fuera poco, se llevó el reconocimiento al Jugador Más Valioso de la temporada.  En 1968 alcanzó su tercer título de bateo con .301, el menor promedio en la historia de las Grandes Ligas. Con todo, hay que considerar el poder alcanzado ese año por los lanzadores.
Sería hasta 1975 que Carl, junto a los Red Sox, llegarían nuevamente al clásico de otoño. Antes de eso, su actuación en el juego por el banderín de la Americana (ganada en 3 juegos) frente a los Oakland Athletics fue nada menos que un .455 a la ofensiva (5-11). En la memorable Serie Mundial de ese año, frente a los Cincinnati Reds, jugó en el terreno tanto de primera base como jardinero izquierdo, y a la ofensiva tuvo promedio de .310, pero al final él y su equipo sucumbieron, otra vez, en siete juegos.
En el terreno Yastrzemski fue considerado un buen jardinero de poderoso brazo y experto en las pelotas que rebotaban de la famosa "Muralla Verde" del Fenway Park. Esto se verifica por los siete Guantes de Oro que se hizo acreedor en su carrera. Dejó al equipo en 1983 con 44 años. El número de su uniforme (8) fue retirado de la organización, y, para coronar su carrera, fue ingresado al Salón de la Fama en 1989.